# Rimantas Šadžius
Rimantas Šadžius (ur. 8 października 1960 w Wilnie) – litewski polityk, w latach 2007–2008, 2012–2016 i od 2024 minister finansów w rządach Gediminasa Kirkilasa, Algirdasa Butkevičiusa i Gintautasa Paluckasa, członek Europejskiego Trybunału Obrachunkowego, od 2025 pełniący obowiązki premiera Litwy.

## Życiorys
W 1983 ukończył studia na wydziale chemii Uniwersytetu Moskiewskiego, a w 2002 na wydziale prawa Uniwersytetu Wileńskiego.
W czasach studenckich pracował jako kierownik studenckiej brygady budowlanej w Kazachstanie. W latach 1989–1999 był pracownikiem katedry fizyki teoretycznej na wydziale fizyki Uniwersytetu Wileńskiego. Był tłumaczem i redaktorem publikacji naukowych. W latach 1999–2003 pracował jako redaktor w wydawnictwie naukowym. Zajmował się również księgowością. W latach 1996–2003 kierował prywatnym przedsiębiorstwem księgowo-doradczym.
Od 1989 członek Litewskiej Demokratycznej Partii Pracy, a od 2001 Litewskiej Partii Socjaldemokratycznej. Z jej ramienia bezskutecznie kandydował w 2008 w wyborach parlamentarnych.
Od 2003 do 2004 pełnił funkcję wiceministra pracy i opieki socjalnej, a w latach 2004–2006 był wiceministrem zdrowia w rządzie Algirdasa Brazauskasa. W rządzie Gediminasa Kirkilasa pracował w resorcie finansów: od lipca 2006 do maja 2007 jako wiceminister, a od 16 maja 2007 do 9 grudnia 2008 jako minister.
13 grudnia 2012 po czteroletniej przerwie powrócił na urząd ministra finansów w rządzie Algirdasa Butkevičiusa. Stanowisko to zajmował do 15 czerwca 2016. Zrezygnował w związku z nominacją w skład Europejskiego Trybunału Obrachunkowego, w którym zasiadał do 2022.
12 grudnia 2024 ponownie objął urząd ministra finansów, dołączając do gabinetu Gintautasa Paluckasa. 4 sierpnia 2025 został pełniącym obowiązki premiera po tym, jak Gintautas Paluckas podał się do dymisji. 